# Lasiochalcidia guineensis
Lasiochalcidia guineensis är en stekelart som först beskrevs av Wallace A. Steffan 1951.  Lasiochalcidia guineensis ingår i släktet Lasiochalcidia och familjen bredlårsteklar. Inga underarter finns listade i Catalogue of Life.